# Forcipomyia leucochaeta
Forcipomyia leucochaeta är en tvåvingeart som först beskrevs av Jean-Jacques Kieffer 1921.  Forcipomyia leucochaeta ingår i släktet Forcipomyia och familjen svidknott. Inga underarter finns listade i Catalogue of Life.